# Wojna fińsko-radziecka (1921–1922)
Wojna fińsko-radziecka (1921–1922) (fi. Itäkarjalaisten kansannousu, ros. Вторая советско-финская война) – konflikt zbrojny o Wschodnią Karelię pomiędzy Finlandią i powstańcami karelskimi a Rosją Sowiecką w latach 1921-1922.

## Przyczyny
Na obszarze Wschodniej Karelii, która nigdy nie wchodziła w skład Wielkiego Księstwa Finlandii, zamieszkiwali Karelowie, którzy chcieli przyłączyć się do niedawno utworzonej Finlandii. Starcia fińsko-sowieckie z okresu rosyjskiej wojny domowej zakończyły się traktatem pokojowym, zawartym 14 października 1920 r. w Tartu, na mocy którego m.in. Wschodnia Karelia i region Kola pozostały w granicach Rosji.
W latach 1918 i 1919 r. w okręgach Repola i Porajärvi odbyły się referenda miejscowej ludności, która opowiedziała się za przyłączeniem do Finlandii. W lutym 1920 r. fiński rząd Juho Vennoli zdecydował o obronie ludności karelskiej przed bolszewikami. Do sowieckiego ministra spraw zagranicznych Gieorgija W. Cziczerina została posłana nota dyplomatyczna, żądająca wycofania wojsk sowieckich ze spornych okręgów.

## Przebieg
Jednocześnie doszło do pierwszych starć zbrojnych. Po 2 tygodniach zawarto w Rajajoki zawieszenie broni. W tym czasie wybuchło antyradzieckie powstanie ludności Wschodniej Karelii. Na przełomie marca i kwietnia 1920 r. Karelowie zebrali się w Uhtua, wybierając 117 przedstawicieli. Została utworzona Tymczasowa Komisja (Väliaikainen toimikunta), która wkrótce ogłosiła się Tymczasowym Rządem Karelii (Karjalan väliaikainen hallitus). Jednak wojska bolszewickie zaatakowały siły powstańcze, doprowadzając latem 1920 r. do ucieczki rządu i części powstańców na terytorium Finlandii.
Podczas negocjacji z Sowietami w Tartu strona fińska odstąpiła od żądania przyłączenia okręgów Repola i Porajärvi w zamian za Petsamo. W tej sytuacji Karelowie ponownie zaczęli tworzyć oddziały partyzanckie. Powstał m.in. Karelski Pułk Leśnych Partyzantów, Pułk Białomorski, Batalion Repola. Tworzyły one Karelską Armię Wyzwoleńczą. Ogółem siły powstańcze liczyły ok. 2,5 tys. ludzi.
6 listopada 1921 r. wojska fińskie, zasilone oddziałami karelskimi, liczące ok. 5-6 tys. żołnierzy, wkroczyły do Wschodniej Karelii. Tego samego dnia powstańcy zaatakowali Rukajärvi. Do Karelii przedostało się też ok. 500 fińskich ochotników (większość trafiło do Batalionu Repola), czemu władze fińskie nie przeciwdziałały. Natomiast zabroniły oficjalnego werbowania ochotników dla sił powstańczych. Do końca grudnia 1921 r. wojska fińskie i powstańcy zajęli obszary do linii Kiestinki-Suomussalmi-Rukajärvi-Paatene-Porajärvi.
Przeciwko nim występowały 20-tysięczne wojska bolszewickie pod dowództwem Aleksandra Sediakina. Wśród nich byli też Czerwoni Finowie, którzy uciekli do Rosji po niedawno przegranej w fińskiej wojnie domowej. Na początku stycznia 1922 r. w rejonie Pietrozawodska Sowieci pokonali główne siły fińsko-karelskie, odzyskując Porajärvi, Repolaę i Kamasosero. 25 stycznia wojska bolszewickie zdobyły Kiestinki i Kokkosalmi, zaś na początku lutego – Uhtua.

## Zakończenie
Sytuacja powstańców stała się bardzo trudna. Fińskie władze zablokowały pomoc. 16 lutego granicę z Finlandią przeszedł ostatni oddział powstańczy – Pułk Białomorski. Wielu mieszkańców Wschodniej Karelii zbiegło do Finlandii. Ich liczba wyniosła około 2 tys. ludzi w 1921 r. i około 12 tys. w 1922 r.
1 czerwca 1922 r. doszło w Moskwie do podpisania układu pokojowego pomiędzy Finlandią i Rosją bolszewicką, który wyznaczył przebieg granicy.